# Suggeritore

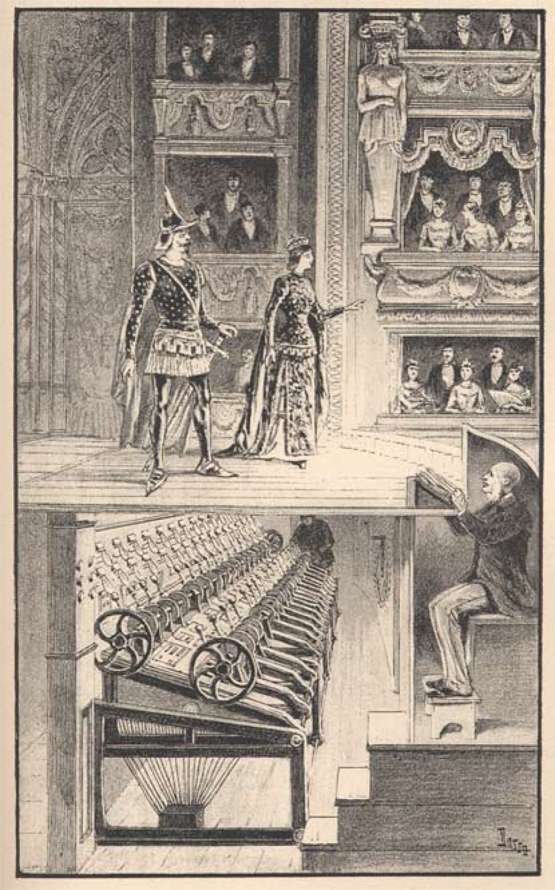
Suggeritore al lavoro, XVIII secolo.

Il suggeritore, nel teatro di prosa, di rivista o d'opera, è la persona incaricata di "suggerire" le battute agli attori, con un volume di voce tale da non essere udito dagli spettatori. Svolge tale compito servendosi del copione e nascondendosi in un'apertura praticata al centro della ribalta, detta buca del suggeritore, protetta da un cupolino detto gobbo. Può anche suggerire da dietro le quinte rimanendo seduto, oppure seguendo gli spostamenti degli attori e muovendosi dietro la scenografia per avvicinarsi loro il più possibile. Può pronunciare tutte le battute o limitarsi a dare lo spunto, l'imbeccata, cioè gli attacchi delle battute, l'inizio dei capoversi.
Tale figura era comunque maggiormente in uso nel passato; oggigiorno il suggeritore è presente in genere solo durante le prove.

## Storia
La figura del suggeritore, presente nel teatro inglese e francese fin dal XVII secolo, compare timidamente negli organici delle compagnie italiane a partire dal Settecento; se ne può vedere un esempio letterario ne Il teatro comico (1750) di Carlo Goldoni.
Nella commedia dell'arte, fra il XVI e XVIII secolo, il repertorio si forma sulle competenze letterarie degli attori stessi, sulle loro abilità tecniche, sulle loro capacità di recitare parti libere. Ciò rende inutile la presenza del suggeritore.
Bisogna attendere la seconda metà dell'800 per incontrare diffusamente la sua presenza nella prassi degli attori italiani. Probabilmente era presente già prima, ma la condizione prevalentemente nomade di tutto il teatro italiano non permetteva di professionalizzare la sua figura, condizione possibile invece ai teatri francesi, che, essendo più ricchi e stabili, (come accade alla Comédie-Française) istituzionalizzarono il suggeritore già dalla fine del Seicento.
La diffusione del mestiere coincide con lo sviluppo del mercato degli spettacoli e con una maggiore "dipendenza" dal testo scritto. Nel XIX secolo l'uso dei testi scritti entra in maniera più stabile nel mondo del teatro; soprattutto a Parigi non vi è compagnia che non affidi la sua composizione ad un testo scritto da un homme de lettre. In Francia molte persone istruite tentano la fortuna scrivendo qualche dramma, soprattutto dopo l'abolizione (almeno teorica) della censura nel 1830.
Quindi il rapporto con i testi scritti sancisce l'indispensabilità della figura del suggeritore che, di fatto, si diffonde in tutta Europa. Tutte le compagnie, a prescindere dalla loro condizione economica, ne hanno in organico almeno uno. La sua figura permette di allestire un vasto e vario repertorio in modo da cambiare quasi ogni sera il testo rappresentato; ciò consente di stanziare la compagnia per un lungo tempo nella stessa città e ammortizzare quindi le spese e i tempi dei viaggi. Inoltre, sempre per motivi economici, gli spettacoli vengono provati pochissimo, pertanto i testi non hanno modo di consolidarsi nella memoria degli attori.
Per quanto entrato tardi nella prassi del teatro italiano, diventa punto di riferimento obbligato per l'intero complesso teatrale: conoscendo tutte le articolazioni contenute nel testo, oltre a soccorrere la memoria degli attori, annota sul copione le azioni e le microazioni che l'attore deve compiere, le entrate dei vari personaggi e i segnali che lui stesso deve inviare al siparista.
Gli spettatori si abituano a vedere sulla scena il cupolino; posizionato fra il palcoscenico e la platea, diventa una realtà naturale e simboleggia il confine tra finzione e realtà.
Da circa cinquant'anni la figura del suggeritore, che ha pur avuto una continuità d'uso per circa quattro secoli, è diventata via via meno indispensabile, andando pian piano a sparire dalla vita di quasi tutte le compagnie, o limitando il suo intervento al solo periodo delle prove.

## Profilo professionale

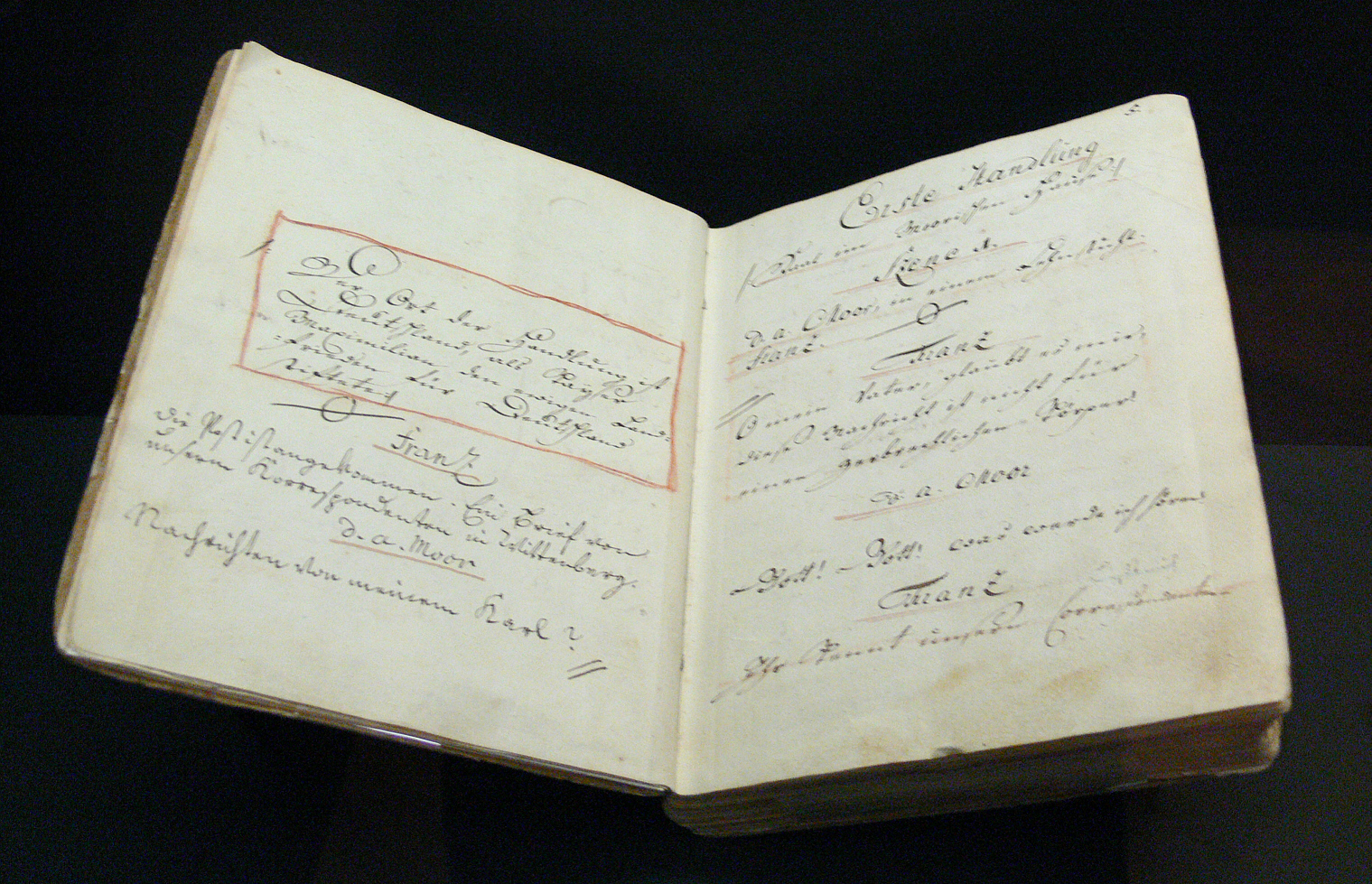
Libro usato dal suggeritore alla prima de I masnadieri di Friedrich Schiller, 1782.

Occorre superare il luogo comune che identifica in questo ruolo una figura di puro servizio: fino a tutto l'800 in Europa il suggeritore è un uomo di lettere, di notevole profilo culturale, spesso poeta, padroneggia abilità intellettuali e convenzioni letterarie; è uno dei pochi elementi della compagnia, a volte l'unico, che sa leggere e soprattutto scrivere. Molti di loro sono suggeritori-scrittori che si prodigano a tutela dello spettacolo e raggiungono il rango di autore drammatico, proprio a partire dalla buca. Quindi non mero suggeritore di parole, ma intellettuale con valide abilità culturali.
In Francia e in Inghilterra sin dal '600 il numero dei testi teatrali aumenta, rendendo utile la presenza professionale di un uomo alfabetizzato che copia i testi e li trasforma in copioni. Può ricevere persino un salario doppio di quello di un macchinista, al quale si aggiungono le retribuzioni provenienti dalle mansioni di copista e segretario.
Le prove sono per lui un momento di duro lavoro. Nella fase di preparazione del repertorio ha l'obbligo di realizzare più copie manoscritte dei testi: la prima a righe strette e caratteri piccoli ben leggibili per la censura; la seconda a margini larghi, caratteri medi per essere vistata e restituita al teatro che la conserva; la terza copia, destinata per le prove, ha caratteri grandi e molto spazio tra una riga e l'altra per accogliere tutti i cambiamenti che si potrebbero verificare con l'agire degli attori. Questa diventa la sola copia autentica e conforme da inviare alla stampa o alle compagnie di provincia.
I manoscritti recano già nella metà del '700 delle indicazioni di allestimento, spostamenti degli attori, movimenti, intonazioni, gesti, costituendo i cosiddetti livrets scéniques. È compito e responsabilità del suggeritore trasmettere agli stampatori la versione aderente al testo dell'autore, sperimentata e resa pubblica dagli attori sul palcoscenico. Ciò assicura la replicabilità dello spettacolo anche da parte di altre compagnie.
A seguito di una più diffusa alfabetizzazione la copiatura di tutto il repertorio diventa necessaria anche in Italia: occorre una copia per gli attori di tutte le parti delle pièces con trascritte le battute appartenenti ai personaggi e inserite anche le ultime parole della frase dell'interlocutore della scena precedente. E se il repertorio include anche novità straniere, queste saranno «tradotte dal suggeritore, in pochi giorni e per poche lire».
Inoltre è suo compito scrivere tutte le lettere o biglietti di scena. Spesso deve occuparsi della redazione dei comunicati per i giornali, del programma dello spettacolo e delle prove.
Può anche contribuire all'istruzione degli attori e suggerire emendamenti al testo, considerando che più di ogni altro ne ha piena conoscenza, maturata dall'atto della copiatura.
Per molti suggeritori è evidente la contiguità fra carriera del suggeritore e quella dell'attore; spesso le due professioni tendono a sovrapporsi, così come accade nelle ditte comiche italiane accade anche in Europa. Divenire suggeritore per alcuni è una scelta quasi inevitabile: mette fine ad una poco fortunata carriera di attore, e allo stesso tempo consente di non disperdere una consolidata abilità scenica e una buona capacità di comprendere l'attore in azione.
Verso la metà del '900 il suggeritore non viene più tanto considerato per le sue complesse competenze culturali e tecniche, quanto per la sua funzione di servizio: suggerire agli attori durante le rappresentazioni.
Le sue mansioni possono essere così riassunte: 
- durante le prove a tavolino assiste il regista e prende nota di tagli e modifiche;
- nelle seguenti prime prove in piedi siede in ribalta e si preoccupa di sostenere la memoria degli attori;
- durante le prove prossime all'andata in scena siede in buca, da dove svolge anche compiti accessori, come dare segnali alla cabina luci, al direttore di scena, al siparista.

Negli anni successivi viene relegato in quinta al fine di eliminare il cupolino ritenuto antiestetico.
In anni recenti, sia perché le prove durano alcune settimane, sia per motivi economici, il suggeritore viene scritturato solo per il periodo delle prove. In alcune compagnie il compito, tutt'altro che semplice, viene affidato all'aiuto regista.

## La buca del suggeritore

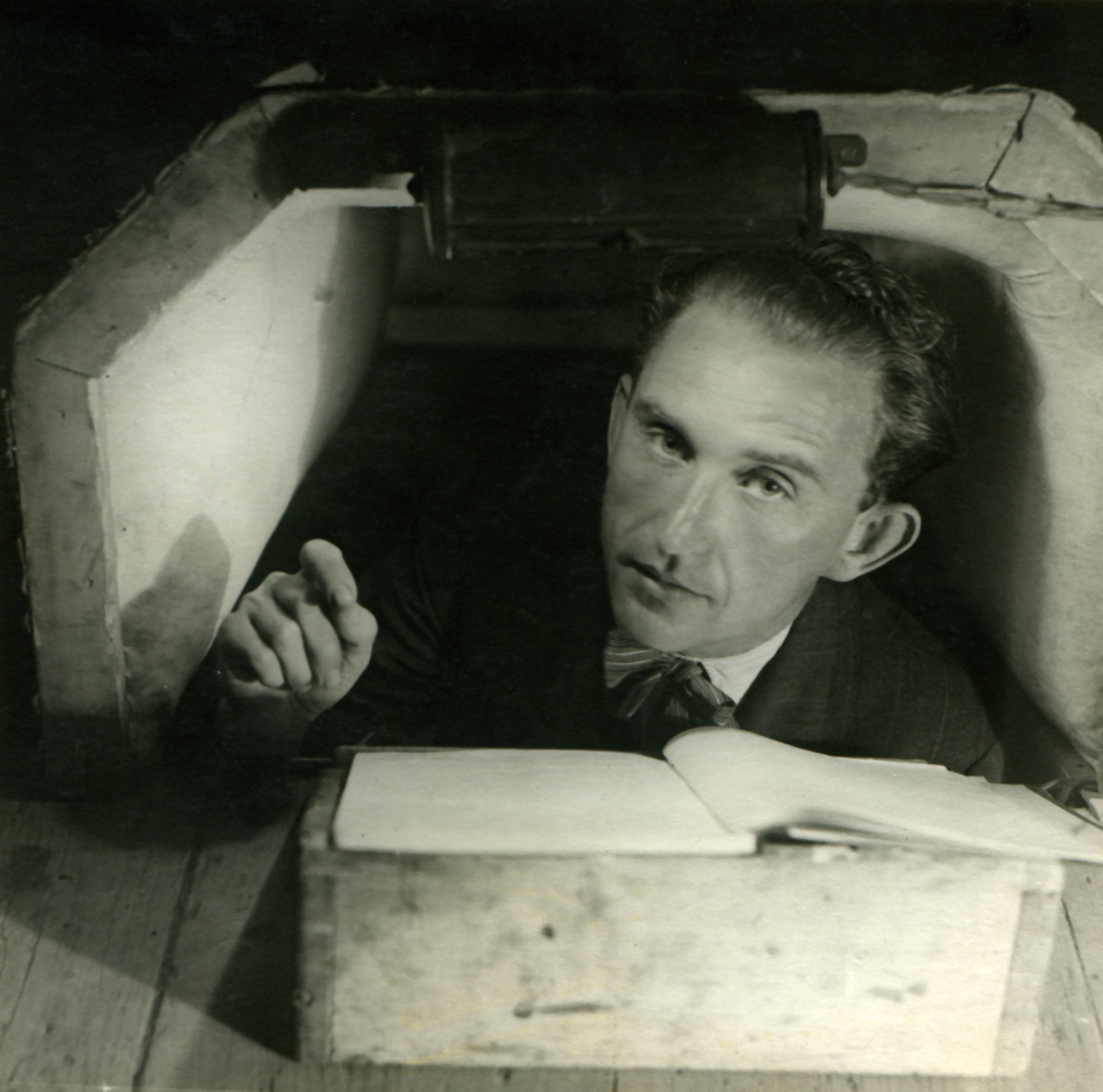
Milivoje Nikolić, (1904 -?), suggeritore e attore, nella buca del suggeritore, Teatro Nazionale del Danubio Banovina, 1939

È lungo il XIX secolo che lo spazio del suggeritore assume un suo spazio fisso: una botola sul palcoscenico, al centro della ribalta, da cui spunta una parte del suo busto, mentre il resto del corpo resta nascosto nel sottopalco.
Il cupolino ha non tanto la funzione di coprirlo dalla vista degli spettatori, quanto di isolare la sua voce e amplificarla in direzione degli attori.
Lo spazio è essenziale, attrezzato con mensole dove si sistemano i copioni e piccoli oggetti, oltre a strumenti tecnici di controllo del sipario, collegati a campanelli in graticcia, ad uso dei macchinisti. Poteva accadere anche che dovesse manovrare le luci, attraverso una leggera manovella posta sotto i suoi piedi.
La buca è un luogo buio, freddo, dove non è consentito nessun tipo di riscaldamento: spesso le pareti sono rivestite per trattenere il calore e per evitare possibili incendi, e il suggeritore può fare uso di borse d'acqua calda per riscaldare la parte inferiore del corpo. Numerose sono le testimonianze che denunciano l'insalubrità della buca: un luogo umido e molto polveroso, crocevia di correnti tra scena e platea. Konstantin Stanislavskij lo descrive come un “bugigattolo” che fa pensare all'“Inquisizione medievale”.. Durante gli spettacoli, il copione viene illuminato da una candela, ma per le scene di buio questa deve essere rigorosamente spenta.
Nei primi tre decenni del '900 la buca del suggeritore comincia a sparire da molti teatri europei e, dalla seconda metà del secolo, il cupolino è ormai un elemento che ricorda il passato.

## Gergo del suggeritore
- Andare a suggeritore: per un attore calcare la scena senza conoscere la parte a memoria.
- Imbeccata o spunto: la dà il suggeritore quando suggerisce solo le prime parole di una battuta, sufficienti perché l'attore ricordi il resto e continui da solo.
- Dare lo spunto a tempo: suggerire una parola o una frase prima che l'attore abbia finito di dire la battuta precedente affinché possa attaccare il dialogo.
- Pescare: per un attore avvicinarsi alla buca durante la recitazione di una battuta, con lo scopo di meglio captare le parole della battuta successiva.

## Curiosità
Due degli ultimi suggeritori ancora attivi agli inizi degli anni '80 sono stati Glauco Solimeno e Nerina Bianchi.

### Opere Letterarie che elogiano la figura del suggeritore
- Jean-Baptiste Rousseau, poeta e drammaturgo, nel suo manuale del 1829 dal titolo Code Théatral, physiologie des théâtres scrive:

- Sergio Tofano sovverte il luogo comune che vede il suggeritore mero suggeritore di parole. Ne Il teatro all'antica italiano del 1965 descrive acutamente il suggeritore come l'«intellettuale della compagnia», nel senso di colui che ha competenze letterarie per leggere, redigere, tagliare e riscrive i testi, oltre ad una buona capacità di “guardare” e "comprendere" l'attore in scena.
- Eduardo De Filippo, che conosceva bene l'uso del suggeritore, in Uomo e galantuomo dice:

- Giuseppe Costetti, nel suo Figurine della scena di prosa si può leggere un'amena parodia del suggeritore nel teatro dell'Ottocento.

Altri apprezzamenti e considerazioni in:
- Jean Dumas d'Aigueberre, Réponse du souffleur de la Comédie de Roüen, a la Lettre du garçon de café, Paris, Tabarine, 1730.
- Francesco Augusto Bon, Dietro alle scene, 5 voll., Manzoni, Milano, 1842-1843.
- Micheline Boudet, Le roman d'un souffleur, Paris, Plon, 1988.
- Dino Buzzati, I suggeritori, Milano, Mondatori, 1980.
- Pedro Calderón de la Barca, El grand teatro del mundo,(trad.it.) Milano, Bietti, 1971.
- Anton Čechov, Il canto del cigno, Milano, Rizzoli, 1960.
- Eduardo De Filippo, Uomo e galantuomo, Torino, Einaudi, 1966.
- Michel Deutsch, Le souffleur d'Hamlet, Paris, l'Arche, 1993.
- Alexandre Dumas (padre), Kean ovvero genio e sregolatezza, Milano, Rizzoli, 1994.
- Peter Handke, Kaspar, Milano, Feltrinelli, 1969.
- Henry James, La musa tragica, Torino, Einaudi, 1996.
- Paolo Ferrari, Goldoni e le sue dodici commedie, Milano, Sancito, 1863.
- Antonio Ghislanzoni, Gli artisti da teatro, (a.c. di) Lucio Ridenti, Milano, Ultra, 1944 (riprod. facs. dell'ed. Milano, Duelli, 1865).
- Carlo Goldoni, Il teatro comico, Milano, Sanzogno, 1891.
- Amerigo Guasti, Dal buco del sipario, Milano, Mondatori, 1926.
- Sacha Guitry, Si j'ai bonne memoire, Paris, Club du livre, 1934.
- Filippo Tommaso Marinetti, Il suggeritore nudo, «Comoedia», XIXII, 1929-30.
- Ferenc Molnár, Giochi al castello, Accademia, Milano, 1950.
- Manlio Santanelli, Uscite di emergenza, Firenze, La Casa Uscher, 1983; Roma, Bulzoni, 2005.
- Eugène Scribe, Adriana Lecouvreur, Milano, Sanzogno, 1902.
- Luigi Pirandello, Sei personaggi in cerca d'autore, Milano, Mondatori, 1948.
- Marco Praga, La prova, in Storie di palcoscenico, Roma, Lucarini, 1989.
- Edmond Rostand, Cyrano de Bergerac, Paris, Gallimard, 1983.
- Claude Weill, Le souffleur, Paris, l'Esprit des péninsules, 2000.
- Émile Zola, Nanà, Paris, Gallimard, 1977.

### Memorie e resoconti sul suggeritore
Negli scritti in prima persona di alcuni suggeritori c'è spesso un senso di insoddisfazione, un senso di frustrazione che ritorna in tutte le testimonianze pervenute, da Thibaut Thibaut a Achille Ponzi. Forse un senso d'intolleranza per gli egocentrismi degli attori e per ciò che costituiva la quotidianità dell'industria teatrale, priva di stabilità e sovvenzioni.
Le testimonianze più interessanti sono:
- Manuel du souffleur scritto dal suggeritore Thibaut Thibaut e pubblicato a puntate nel “Journal des Comédiens”, i cui numeri sono usciti dal dicembre del 1830 al settembre 1831; documenta il rapporto del suggeritore dentro un contesto consolidato.
- Memorie di un suggeritore di Gino Monaldi. Musicista prima che suggeritore, nel 1902 scrive un resoconto di memorie ambientate nel mondo del teatro Lirico, dove viene richiesta una tipologia professionale con un curriculum particolare, analogo a quello del musicista.
- Dalla buca del suggeritore di Achille Ponzi. Ex attore e suggeritore di prosa, nel 1927 descrive la qualità tecnica richiesta al suo lavoro. Parla della maestria ed efficacia con cui collabora con gli attori.

Altre testimonianze sono contenute in:
- Carlo Antona-Traversi, La verità sul teatro italiano dell'Ottocento, Udine, Istituto delle Edizioni Accademiche, 1940.
- Annales Dramatiques ou Dictionnaire général des théâtres, Paris, Le Normant, 1811; Geneve, Slatkine Reprints, 1967.
- C. M. Edmond Béquet, Encyclopédie de l'art dramatique, Paris, 1886.
- Parmenio Bettoli, Dizionario comico, Roma, Tipografia del Corriere dei Comuni, 1885.
- Luigi Bonazzi, Gustavo Modena e l'arte sua, San Severo, Stab. Tipolotografico, 1865.
- Alfred Bouchard, La langue théâtrale, Paris, Arnaud et Labat, 1887; (Paris-Geneve, Slatkine, 1982).
- Sylvie Chevalley, Le Sieur Minet, in «Studies ou Voltaire and the eighteenth century, Institute et Musée Voltaire», Geneve, Les dilices, 1968.
- Samuel Chappuzzeau, Le théâtre français, Paris, Meyer, 1674.
- Michel Corvin, Dictionnaire Encyclopédique du théâtre, Paris, Larousse-Bordas, 1998.
- Giuseppe Costetti, Bozzetti di teatro, Bologna, Zanichelli, 1879;
- Giuseppe Costetti, Figurine della scena di prosa, Bologna, Zanichelli, 1879.
- Bruno Deslot, Les sociétaires de la Comédie Française au XIX siècle (1815-1852), Paris, L'Harmattan, 2001.
- Dictionnaire des coulisses, ou vade-mecum à l'usage des habitués et des théâtres, Paris, Imprimeur De dezauche, 1832.
- Dictionnaire général des théâtres, Paris, 1811
- Natascia Di Baldi, Un manuale sull'arte del suggeritore, in «Teatro e Storia», Roma Bulzoni, 24, 2003.
- Théophile Marion Dumersan, Manuel de coulisses, ou guide de l'amateur, Paris, Bezou, 1826.
- Encyclopédie ou Dictionnaire raisonné des sciences, des arts et des métiers, Paris, Faulche, 1965.
- Enciclopedia dello Spettacolo, Roma, Le Maschere, 1962.
- Arturo Falconi, Quarant'anni di Palcoscenico, Bologna, Cappelli, 1927.
- Mario Ferrigni, I ruoli nel teatro drammatico italiano, in Rivista italiana del dramma», vol. I, Roma, Istituto Grafico Tiberino, 1939.
- Grove Dictionary of Opera, London, Sadie Stanley, 1992
- Francois-Antoine Harel, Auguste Jal, Maurice Alhoy, Dictionnaire théâtral, Paris, Barba, 1824.
- Jeune Heremite, Dictionnaire des Gens du Monde au petit cours de moral à l'usage de la cour et de la ville, Paris, Alexis Eymery, 1818.
- La Grande Encyclopédie, inventaire raisonné des sciences, des lettres et des arts, Paris, Lamirault, 1767.
- Nardo Leonelli, Viaggio intorno al mio camerino, Bologna, Cappelli, 1928.
- Gino Monaldi, Memorie di un suggeritore, Torino, Bocca, 1902.
- Ermete Novelli, Foglietti sparsi: narranti la mia vita, Roma, Mondatori, 1919.
- Claudia Palombi, Il gergo comico, Roma, Bulzoni, 1986.
- Papiol, Manuale della lingua teatrale, Milano, Società Editoriale Milanese, 1909.
- Pierre Paraf, Les métiers du théâtre, Paris, Gaston Doin, 1923.
- Petite Encyclopédie Pittoresque du théâtre, in «Revue de la Comédie-Française», 102, octobre-juillet, 1981-1982.
- Agnès Pierron, Le théâtre, ses métiers, son langage, Paris, Hachette, 1994.
- Sandra Pietrini, Fuori Scena, Il teatro dietro le quinte nell'Ottocento, Roma, Bulzoni, 2004.
- Achille Ponzi, Dal buco del suggeritore, Bologna, Cappelli, 1927.
- Arthur Puigin, Dictionnaire du théâtre, Paris, Firmin-Didot, 1885.
- Luigi Rasi, La Duse, Firenze, Bemporad, 1901.
- Jacques Redelsperger, L'oeil en coulisse, «Comedia», 1922-1923.
- Thomas Richards, Al lavoro con Grotowski sulle azioni fisiche, Milano, Ubulibri, 1993.
- Lucio Ridenti, Palcoscenico, Torino, Atanòr, 1924.
- Lucio Ridenti, Biglietti di favore, Milano, Vecchi, 1927.
- Consiglio Rispoli, La vita pratica del teatro, Firenze, Bemporad, 1903.
- Jean-Baptiste Rousseau, Code Théâtral, Paris, Roret, 1829.
- Antonio Salsilli, Della recitazione, Pisa, Mariotti, 1896;
- Antonio Salsilli, Che cosa chiede la lega di miglioramento fra gli artisti drammatici e perché? Roma, Tip. del teatro Valle, 1902;
- Antonio Salsilli, Tra un atto e l'altro, Milano-Napoli-Palermo, 1914.
- Konstantin Stanislavskij, La mia vita nell'arte, Torino, Einaudi, 1963.
- Jacques-le-Souffleur, Petit dictionnaire des coulisses, Paris, Tous les théâtres, 1835.
- Cristina Jandelli, I ruoli nel teatro italiano tra Otto e Novecento, Firenze, Le Lettere, 2002.
- Virgilio Talli, La mia vita di teatro, Milano, Treves, 1927.
- Sergio Tofano, Il teatro all'antica italiano, Roma, Bulzoni, 1985.